# قرار مجلس الأمن التابع للأمم المتحدة رقم 1178
قرار مجلس الأمن التابع للأمم المتحدة رقم 1178، المتخذ بالإجماع في 29 حزيران / يونيو 1998، بعد إعادة تأكيد جميع القرارات السابقة بشأن الحالة في قبرص، مدد المجلس ولاية قوة الأمم المتحدة لحفظ السلام في قبرص لمدة ستة أشهر أخرى حتى 31 كانون الأول / ديسمبر 1998.
ووافقت حكومة قبرص مرة أخرى على استمرار وجود قوة الأمم المتحدة لحفظ السلام في الجزيرة. ظلت التوترات على طول خط وقف إطلاق النار عالية، وكانت هناك قيود على حرية حركة قوة الأمم المتحدة لحفظ السلام في قبرص.
ومُددت ولاية قوة الأمم المتحدة لحفظ السلام في قبرص حتى 31 كانون الأول / ديسمبر 1998، وتم تذكير السلطات في قبرص وشمال قبرص بضمان سلامة أفراد القوة وإنهاء العنف ضدها. وتم حث السلطات العسكرية في كلا الجانبين على الامتناع عن الأعمال التي يمكن أن تؤدي إلى تفاقم التوترات، ومن المهم أن تتخذ قبرص التدابير التي اقترحتها قوة الأمم المتحدة لحفظ السلام في قبرص للحد من التوتر، والتي وافق عليها الشمال. كما كان هناك قلق بشأن تعزيز الأسلحة العسكرية في جنوب قبرص وعدم إحراز تقدم في خفض عدد القوات الأجنبية. وفي هذا الصدد، حث المجلس جمهورية قبرص على تقليص الإنفاق الدفاعي وسحب القوات الأجنبية، بهدف شامل لنزع السلاح من الجزيرة بأكملها.
ورحب مجلس الأمن باعتزام القوة تنفيذ ولايتها الإنسانية. وحث كلا الجانبين على استئناف المناقشات حول القضايا الأمنية التي بدأت في سبتمبر 1997.
وأخيراً، طُلب من الأمين العام كوفي عنان تقديم تقرير إلى المجلس بحلول 10 كانون الأول / ديسمبر 1998 بشأن تنفيذ القرار الحالي. القرار 1179 الذي تم تبنيه في نفس اليوم ناقش عملية السلام في الجزيرة.

## روابط خارجية
- نص القرار في undocs.org